# Hugo Sans-Avoir
Hugo Sans-Avoir (auch Hugo Senzaver oder Hugo Sine-Censu, * vor 1130; † nach 1184) war Herr von Le Puy und Konstabler der Grafschaft Tripolis.
Er war der Sohn und Erbe des Kreuzfahrers Wilhelm Sans-Avoir, Herr von Le Puy. Seine Familie stammte vermutlich aus Boissy-sans-Avoir auf der Ile-de-France. Zwischen 1145 und 1184 ist er als Herr von Le Puy urkundlich erwähnt. Zwischen 1161 und 1164 ist er als Konstabler von Tripolis urkundlich erwähnt.
Er heiratete Eschiva († nach 1204), Tochter des Wilhelm von Saint-Omer und Enkelin des Fürsten von Galiläa Walter von Saint-Omer. Mit ihr hatte er eine Tochter, Maria, die Johann von Farabel heiratete. Dieser erbte bei Hugos Tod aus deren Recht die Herrschaft Le Puy.